# Ronald Ross
Sir Ronald Ross KCB KCMG FRS FRCS (13 tháng 5 năm 1857 - 16 tháng 9 năm 1932), là một bác sĩ người Anh đã giành giải Nobel Sinh lý học và Y khoa năm 1902 cho công trình của ông về việc truyền bệnh sốt rét, trở thành người Anh đầu tiên giành giải Nobel và là người đầu tiên giành giải Nobel ở ngoài Châu Âu.
Phát hiện của ông về ký sinh trùng sốt rét trong ống tiêu hóa của một con muỗi năm 1897 đã chứng minh rằng sốt rét là do muỗi truyền bệnh, và đặt nền móng cho phương pháp chống lại căn bệnh này. Ông là một người giỏi nhiều lĩnh vực, viết một số bài thơ, xuất bản nhiều tiểu thuyết, và sáng tác nhạc. Ông cũng là một nghệ sĩ nghiệp dư và nhà toán học tự nhiên.
Ông làm việc tại Dịch vụ Y tế Ấn Độ trong 25 năm. Chính trong quá trình phục vụ của ông, ông đã thực hiện khám phá y tế đột phá. Sau khi từ chức tại Ấn Độ, ông gia nhập Khoa của Trường Y học Nhiệt đới Liverpool, và tiếp tục làm Giáo sư và Chủ tịch của khoa Y học nhiệt đới của trường này trong 10 năm. Năm 1926, ông trở thành giám đốc của Viện Ross và Bệnh viện Nhiệt đới, được thành lập để tôn vinh các công trình của ông. Ross làm việc ở đó cho đến khi qua đời.